# Гагат

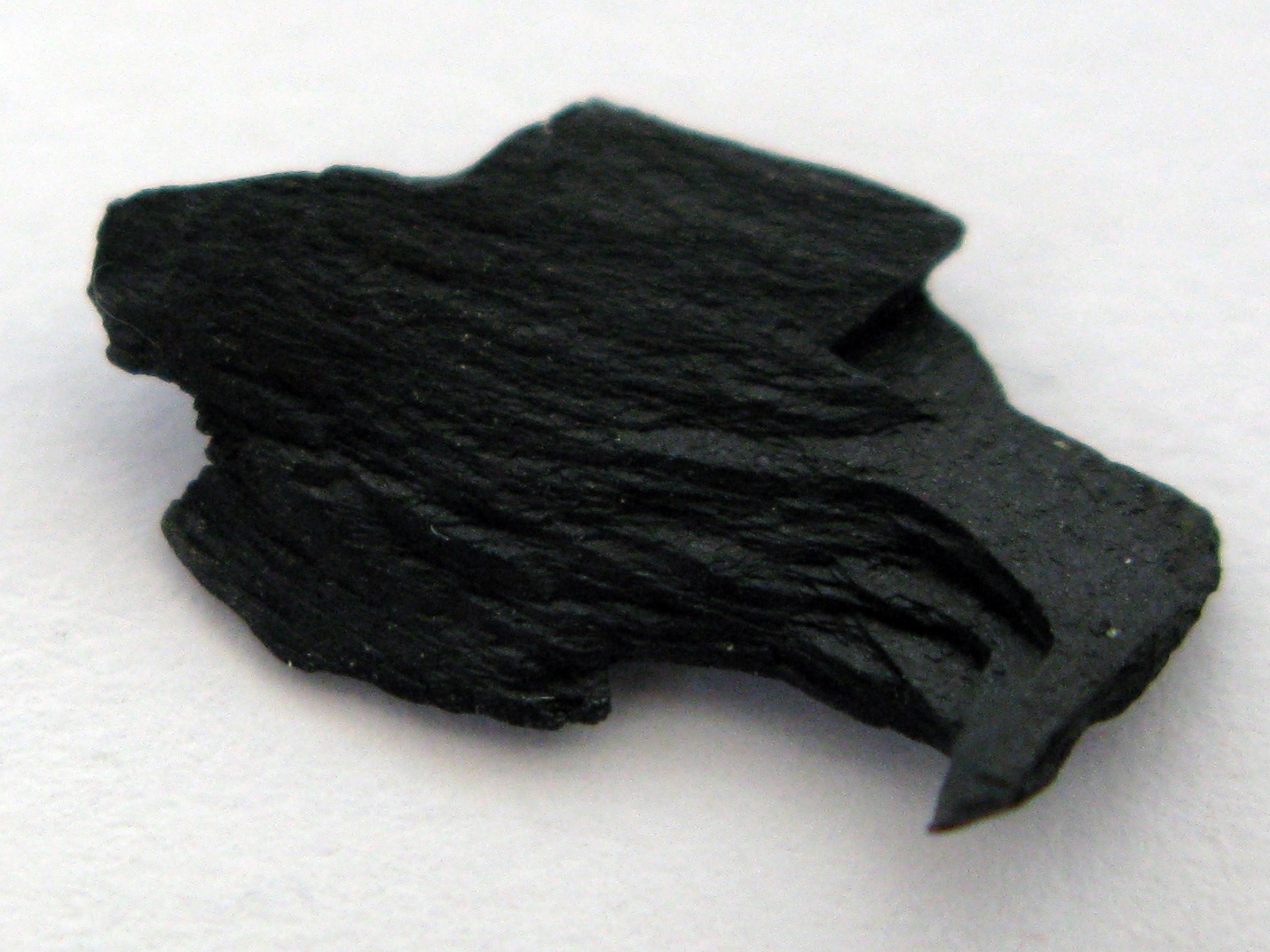
Гагат

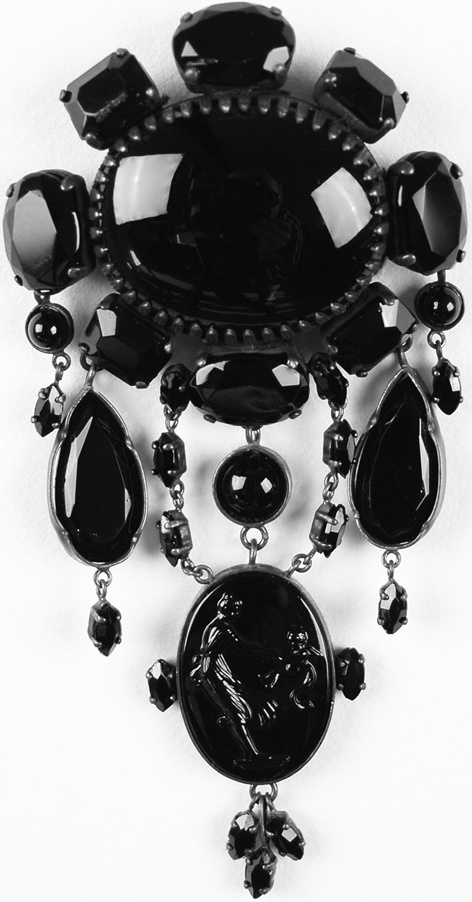
Прикраса виготовлена з гагату

Гагáт (від грец. γαγάτης — чорний бурштин) — рідкісна складова вугільного пласта, чорний блискучий різновид викопного вугілля.

## Загальний опис
Гагат — це деревина, перетворена у структурний вітрен, іноді із включеннями смол.
Гагат характеризується високим виходом летких речовин — до 50-55 %, вмістом водню до 5-6 %, виходом дьогтю при перегонці до 30 %. У порівнянні з іншими компонентами вугілля має підвищену в’язкість. 
Зустрічається окремими шматками в гірських породах і в пластах бурого та слабкометаморфізованого кам'яного вугілля.
Утворення гагата пов'язують з метаморфізмом деревини у морських мулах.
Використовують гагат у ювелірній справі.